# Caleb Smith

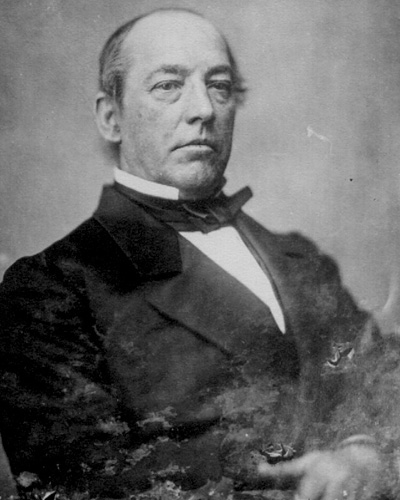
Caleb B. Smith

Caleb Blood Smith (Boston, 16 april 1808 – Indianapolis, 7 januari 1864) was een politicus uit de Amerikaanse deelstaat Indiana.
Smith vestigde zich in 1828 als advocaat en werd in 1842 voor zijn thuisstaat lid van het Huis van Afgevaardigden voor de Whigs.
Tijdens de kiescampagne van 1860 steunde hij de Republikein Abraham Lincoln. Na diens verkiezing tot president diende Smith in 1861-1862 als minister van Binnenlandse Zaken. Tijdens deze korte termijn was zijn belangrijkste taak om de Indianen zo veel mogelijk buiten de Amerikaanse Burgeroorlog te houden. Smith moest echter ontslag nemen omwille van zijn zwakke gezondheid.
- Gemeinsame Normdatei: 1157882072
- International Standard Name Identifier: 0000 0000 7391 7451
- Library of Congress Control Number: n91059369
- National Archives and Records Administration: 10572149
- SNAC: w6qc02zh
- Biographical Directory of the United States Congress: S000519
- Virtual International Authority File: 18860390
- WorldCat: E39PBJwHhKdttHFFJD9FF3t9Xd